# ابراهیم قاضی‌زاده
ابراهیم قاضی‌زاده فیلمبردار ایرانی

## زندگینامه
ابراهیم قاضی‌زاده، فعالیت سینمایی را سال ۱۳۵۵ با نگارش فیلمنامه فیلم کوتاه «پرچین» آغاز کرد.

## فیلمشناسی

### کارگردان
- ۱ -  پلاک (۱۳۶۴)

### دستیار کارگردان
- ۱ -  بابا نان داد (۱۳۵۱)

### تهیه کننده
- ۱ -  پرواز به سوی مینو (۱۳۵۸)

### مدیر فیلمبرداری
- ۱ -  شکار شکارچی (۱۳۶۳)
- ۲ -  استعاذه (۱۳۶۲)
- ۳ -  دو چشم بی سو (۱۳۶۲)
- ۴ -  توبه نصوح (۱۳۶۱)
- ۵ -  توجیه (۱۳۶۰)

### فیلمبردار
- ۱ -  بایکوت (۱۳۶۴ با همکاری فرج حیدری)
- ۲ -  برنج خونین (۱۳۶۰ با همکاری نریمان پیرام)
- ۳ -  پرواز به سوی مینو (۱۳۵۸ با همکاری الطامی و مدیریت از نریمان پیرام و تهیه کننده با مشارکت حبیب اسماعیلی)
- ۴ -  غبار نشینها (۱۳۵۳)
- 5 -  تعزیه ای در روستای خولنجان استان اصفهان

### تدوین
- ۱ -  پلاک (۱۳۶۴)